# Нора Лихтенштейнская
Принцесса Норберта (Нора) Лихтенштейнская (Норберта Елизавета Мария Ассунта Джозефина Джорджина; род. 31 октября 1950) — дочь Франца Иосифа II (1906—1989), 14-го князя Лихтенштейна, и графини Джины фон Вильчек (1921—1989). Младшая сестра Ханса-Адама II, 15-го князя Лихтенштейна.

## Биография
Принцесса Нора училась в Женевском университете и в Женевском институте международных отношений. Среди прочего она работала во Всемирном банке и Международном институте окружающей среды и развития. Она говорит на французском, английском, немецком и испанском языках.
Член Международного олимпийского комитета с 1984 года (дольше всех действующих членов на данный момент). Она была президентом Национального олимпийского комитета Лихтенштейна с 1982 по 1992 год, и была президентом Специальной Олимпиады Лихтенштейна с 2002 года. На данный момент она является почётным членом скаутской ассоциации.

### Семья
11 июня 1988 года Нора Лихтенштейнская вышла замуж за дона Винсенте Сарториуса и Кабеса де Вака, 4-й маркиза де Марино (1931—2002). У них была одна дочь:
- Мария Тереза Сарториус и де Лихтенштейн (род. 1992)

Она является крёстной матерью принцессы Летиции Марии Бельгийской, младшей дочери принцессы Астрид Бельгийской.

## Титулы и обращения
- 31 октября 1950 — 11 июня 1988: Её Высочество принцесса Норберта Лихтенштейнская, графиня Ритбергская
- 11 июня 1988 — 22 июля 2002: Её Высочество принцесса Норберта, маркиза де Марино
- 22 июля 2002 — н. в.: Её Высочество принцесса Норберта, вдовствующая маркиза де Марино